# Wasilij Żdanow
Wasilij Iwanowicz Żdanow (ros. Василий Иванович Жданов, ur. 1 grudnia 1963 w miejscowości Załomnoje w obwodzie biełgorodzkim) – radziecki kolarz szosowy, mistrz świata.

## Kariera
Największy sukces w karierze osiągnął w 1985 roku, kiedy reprezentacja Związku Radzieckiego w składzie: Ołeksandr Zinowjew, Igor Sumnikow, Wiktor Klimow i Wasilij Żdanow zwyciężyła na mistrzostwach świata w Giavera del Montello. Był to jednak jedyny medal wywalczony przez niego na międzynarodowej imprezie tej rangi. W 1988 roku wystartował na igrzyskach olimpijskich w Seulu, gdzie wraz z kolegami z reprezentacji zajął siódme miejsce w tej samej konkurencji. Ponadto wygrał między innymi wyścig Dookoła Związku Radzieckiego w 1986 roku oraz Milk Race i Circuit des Ardennes w 1988 roku. W 1988 roku był też drugi w Tour de Normandie, a w 1984 roku zajął trzecie miejsce w wyścigu Dookoła Grecji. Dwukrotnie startował w Tour de France, najlepszy wynik osiągając w 1991 roku, kiedy zajął 121. miejsce w klasyfikacji generalnej. Pięciokrotnie zdobywał mistrzostwo ZSRR.